# Anna May Wong

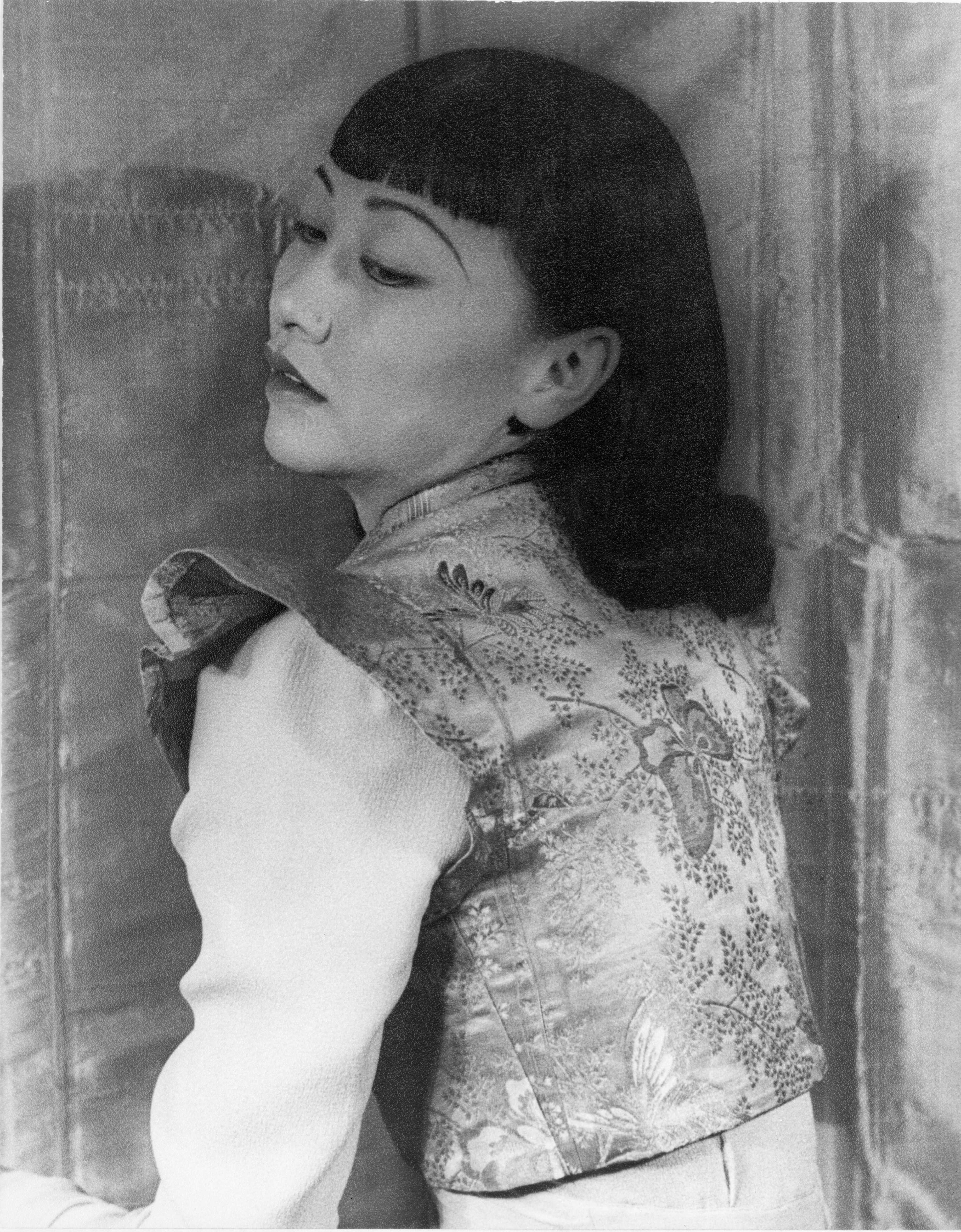
Anna May Wong, 25. April 1939
Fotografie von Carl van Vechten, aus der Van Vechten Collection der Library of Congress

Anna May Wong (* 3. Januar 1905 als Wong Liu-tsong, chinesisch 黃柳霜 / 黄柳霜, Pinyin Huáng Liǔshuāng, Jyutping Wong4 Lau5soeng1, IPA-Umschrift /wɔːŋ lɐu̯.sœ̽ːŋ/; in Los Angeles, Kalifornien; † 2. Februar 1961 in Santa Monica, Kalifornien) war eine amerikanische Schauspielerin.
In den 1920er und 1930er Jahren, als Hollywood tief vom Rassismus geprägt war und die Selbstzensur der Filmindustrie die Karrieren vieler ostasiatischer Darsteller massiv behinderte, war sie unter den amerikanischen Schauspielerinnen chinesischer Herkunft die erste, der der Aufstieg zum weltweit bekannten Filmstar gelang.

## Leben und Filme

### Anfänge

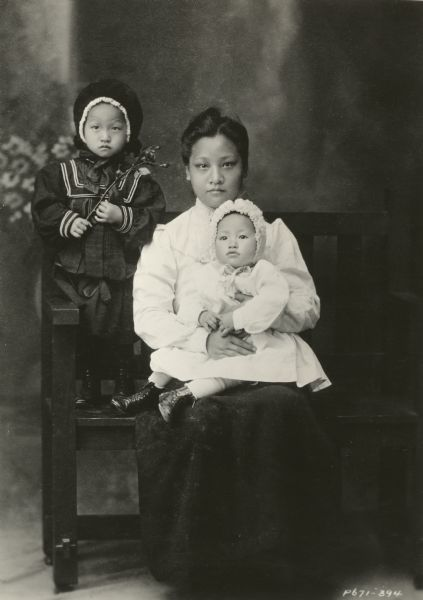
Anna May Wong auf dem Schoß ihrer Mutter, um 1905.

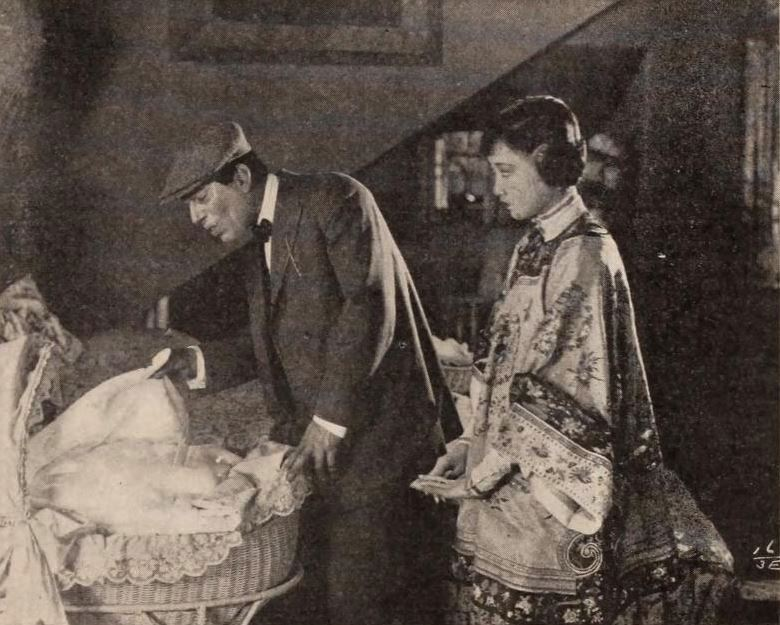
Anna May Wong und Lon Chaney als Ehepaar Toy Sing und Chin Chow in Bits of Life (1921)

Anna May Wong war das zweite von sechs Kindern eines Ehepaares, das in Lo Sang, der Chinatown von Los Angeles, eine Wäscherei betrieb. Ihre Großeltern waren in der ersten Hälfte des 19. Jahrhunderts aus China nach Kalifornien eingewandert. Wie viele chinesische Amerikaner erhielt Wong eine teils presbyterianische, teils neo-konfuzianische Erziehung. Sie besuchte zunächst eine gemischte Schule, wechselte nach schlechter Behandlung durch weiße Mitschüler jedoch auf eine Schule, die nur von Chinesen besucht wurde. Nachdem sie als Zehnjährige für einen Modefotografen posiert hatte, spielte sie als Vierzehnjährige neben Alla Nazimova eine kleine Rolle in dem Film The Red Lantern (1919) von Albert Capellani. Die Schauspielerei brachte Wong sich in dieser Zeit selbst bei, indem sie nach Kinobesuchen heimlich zu Hause vor dem Spiegel übte. Ihr erster Förderer war der Regisseur Marshall Neilan, der sie 1920 in einer kleinen Rolle in seinem Abenteuerlustspiel Dinty einsetzte. 1921 brach sie den Besuch der High School ab, um sich ganz ihrer Filmkarriere zu widmen. Ihre nächste wichtige Rolle war die der Toy Sing in Neilans Bits of Life, einem Film, der in Wongs Gesamtwerk insofern eine Sonderstellung einnimmt, als sie darin – als Sechzehnjährige – zum ersten und einzigen Mal die Rolle einer Mutter spielte. Später verhinderten die in Hollywood verbreiteten Stereotypen, dass eine asiatische Figur als Mutter erschien.
1922 folgte in Toll of the Sea Anna May Wongs erste große Hauptrolle. Der Film, dessen Drehbuch auf Puccinis Oper Madama Butterfly basierte, war im frühen Technicolorverfahren produziert und damit einer der ersten Farbfilme der Welt. Die „Lotosblüte“ in Toll of the Sea war für Wong auch die erste einer langen Reihe von Rollen, die dem Klischee der China Doll entsprachen: der Asiatin, die aus unerfüllbarer Liebe zu einem weißen Mann ihr Leben opfert. Der Film wurde im deutschsprachigen Raum auch unter dem Titel Cho-Cho-San aufgeführt und als „[d]er erste Film in natürlichen Farben“ beworben.
1924 erschien Anna May Wong in dem Abenteuerfilm Der Dieb von Bagdad als mongolische Sklavin. Sie trug in diesem Film ein knappes, bauchfreies Kostüm, das Aufsehen erregte, sowie die Ponyfransen, die von da an ihr Markenzeichen waren. Wong erlangte mit diesem Film internationale Bekanntheit und avancierte gleichzeitig zum ersten chinesisch-amerikanischen Filmstar. Noch im selben Jahr trat Wong in Herbert Brenons Peter Pan als Tiger Lily auf, und 1927 wirkte sie als Nebendarstellerin unter anderem in einem Film mit Oliver Hardy (The Honorable Mr. Buggs) und einem Laurel-&-Hardy-Film (Why Girls Love Sailors) mit.

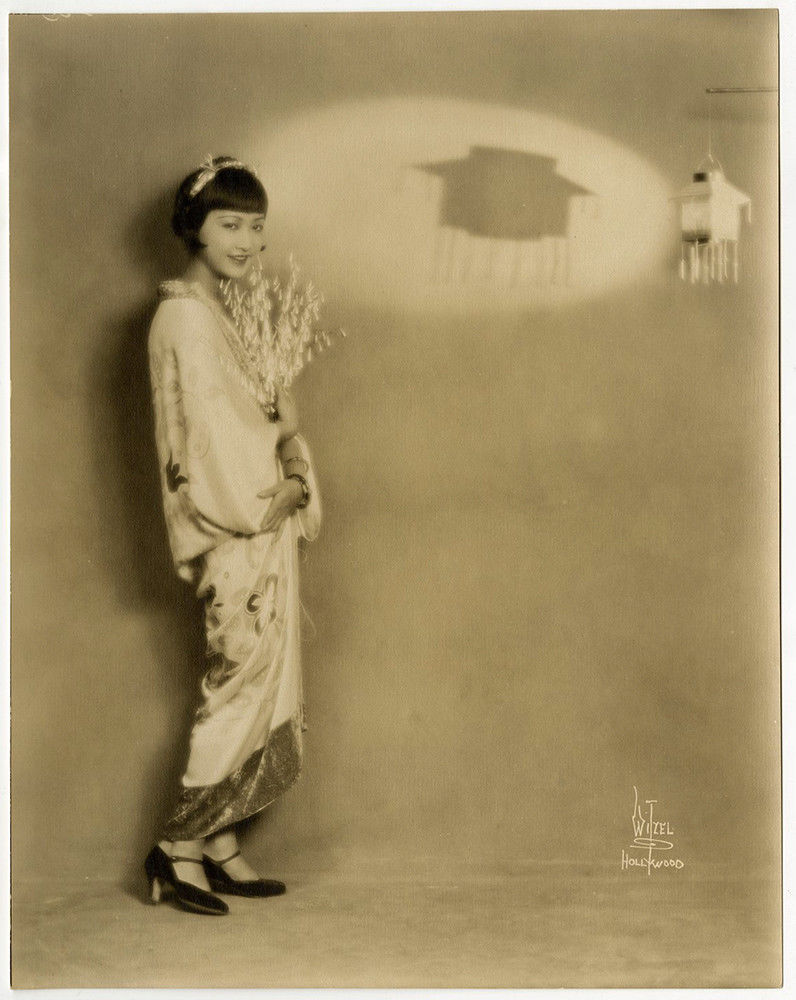
Anna May Wong um 1922
Fotografie von Albert Witzel (1879–1929)

### Europa (1928–1930)
In der zweiten Hälfte der 1920er Jahre wurden die Arbeitsbedingungen für Anna May Wong immer bedrückender. Da interessante Asiatenrollen vorzugsweise mit weißen Darstellern besetzt wurden, boten sich in Hollywood für ihre weitere Karriere kaum Perspektiven. Sie hatte auch kaum Möglichkeiten, Chinesen sympathisch oder einfühlsam darzustellen. Ärger mit der MGM – die in ihrem jüngsten Film Across to Singapore drastische Zensurschnitte vorgenommen hatte – veranlasste sie schließlich, im Mai 1928 nach Europa zu gehen. In London stand Wong gemeinsam mit Laurence Olivier in dem Stück The Circle of Chalk (Der Kreidekreis von Klabund) auf der Bühne. Ihre nächsten Filme drehte sie mit britischen und deutschen Firmen. In E. A. Duponts britischer Produktion Piccadilly (1929) spielte sie neben Jameson Thomas die Tellerwäscherin Shosho, die als Showtalent entdeckt wird. In Deutschland war Wong, wie ihr Biograf Hodges vermutet, seit dem Film Shame (1921) ein Begriff; von der deutschen Öffentlichkeit wurde sie als großer Hollywoodstar empfangen. Der Regisseur und Filmproduzent Richard Eichberg holte sie auf Empfehlung seines Freundes Karl Gustav Vollmoeller gleich für drei Filme nach Berlin: In dem Kolportagefilm Schmutziges Geld (1928) spielte sie eine Asiatin, die sich in einen Messerwerfer verliebt; als er in den Sog seiner lasterhaften und kriminellen Vergangenheit gerät, zieht er auch seine Geliebte in den Abgrund. In Großstadtschmetterling (1928/29) liebt sie einen russischen Maler, wird jedoch von einem brutalen Kriminellen, der sie begehrt und ihr nachstellt, kompromittiert. Der dritte Eichberg-Film – Hai-Tang. Der Weg zur Schande (1930) – war Wongs erster Tonfilm; er wurde in verschiedenen Sprachversionen mit jeweils unterschiedlichen männlichen Hauptdarstellern gedreht. Wong, die gut Deutsch und Französisch sprach, wirkte in allen drei Sprachversionen mit. Sie spielte in dem Film eine chinesische Sängerin, die einen russischen Offizier liebt, jedoch auch von dessen Vorgesetzten verfolgt wird. Obwohl auch diese europäischen Filmproduktionen nicht frei von ethnischen Klischees waren, konstatierte Wong mit Genugtuung, dass sie Charaktere spielen durfte, die im Handlungsverlauf nicht zu sterben brauchten.
Filmhistorisches Gewicht gewannen Wongs Auftritte in deutschen Filmen vor dem Hintergrund, dass Chinesen – insbesondere chinesische Frauen – im öffentlichen und medialen Leben dieses Landes bis dahin kaum existiert hatten. Für große Teile der deutschen Öffentlichkeit war Anna May Wong die erste Chinesin, deren Persönlichkeit für sie sichtbar wurde, und Wongs Leinwandpräsenz war für die damalige Wahrnehmung von Chinesinnen in Deutschland von großer Bedeutung. In der deutschen Presse wurde sie meist nicht als chinesische Amerikanerin, sondern als (amerikanische) Chinesin angekündigt – ein Eindruck, den sie in Interviews selbst noch verstärkte, indem sie diese stets für Auskünfte über den chinesischen Nationalcharakter nutzte.
Berlin galt um 1930 wegen seines avantgardistischen Kulturlebens und seiner Toleranz gegenüber Minderheiten, die unter anderem viele Homosexuelle anzog, als die modernste Stadt der Welt. Wong fühlte sich in diesem Klima sehr heimisch und bewegte sich in Künstler- und Intellektuellenkreisen. Ein Interview, das sie 1928 in Berlin dem Philosophen Walter Benjamin gab, gehört zu den aufschlussreichsten Zeugnissen über die Persönlichkeit der Schauspielerin.

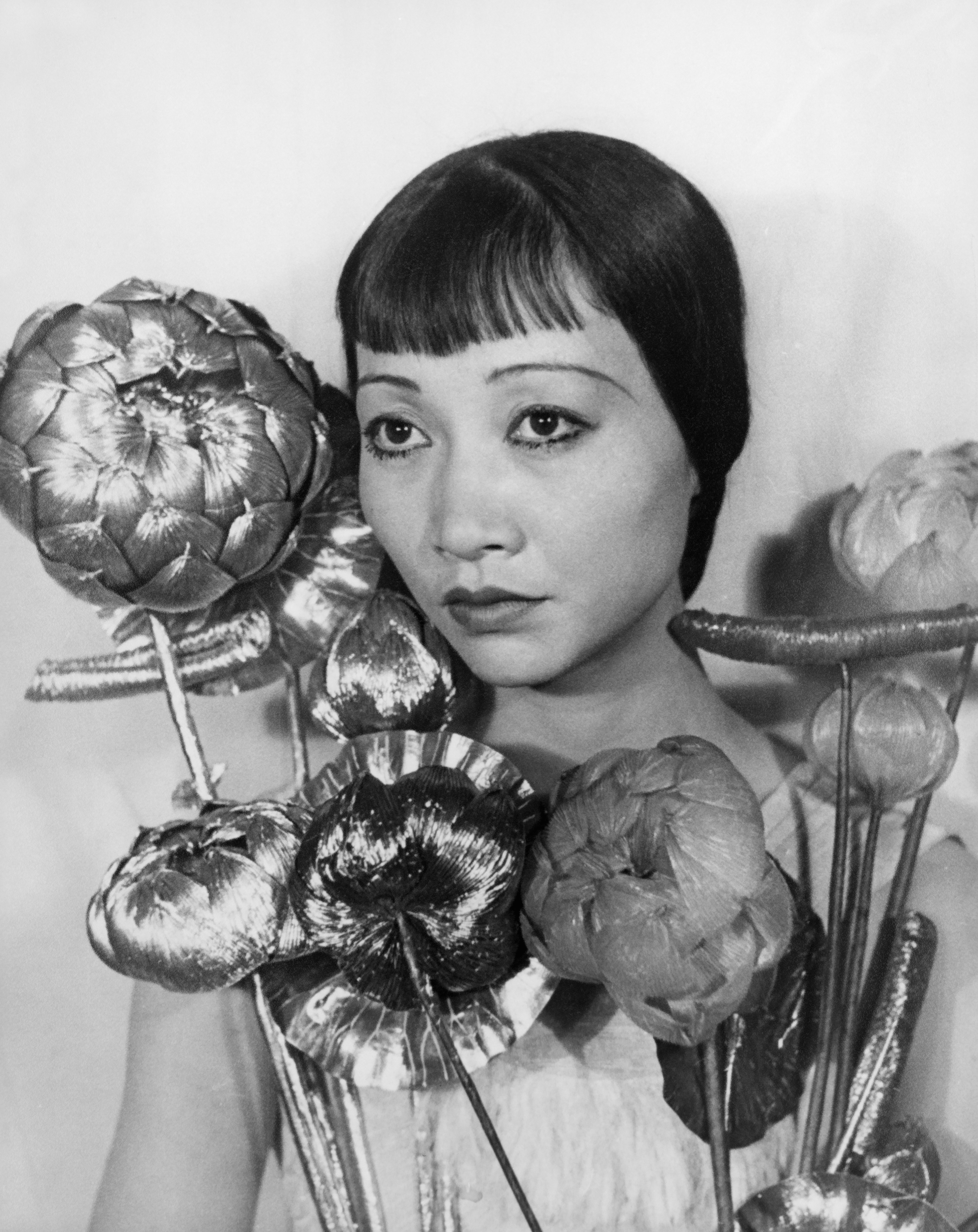
Anna May Wong, 22. September 1935, Fotografie von Carl van Vechten

### Frühe 1930er Jahre
Da sie zum einen von Heimweh getrieben war und zum anderen durch ihre Erfolge in Europa auch in den USA an Ansehen gewonnen hatte, kehrte Anna May Wong 1930 in ihr Heimatland zurück. Zunächst spielte sie am Broadway in dem Erfolgsstück On the Spot und schloss dann einen Vertrag mit der Paramount. Ihre Rückkehr wurde in der Fachpresse als bedeutendes Ereignis kommentiert – sie hatte sich aus einer Darstellerin ethnischer Rollen zu einem anerkannten amerikanischen Filmstar entwickelt. So schrieb die bekannte Kolumnistin Elizabeth Yeaman:

“One of the most stirring pieces of news that has reached Hollywood came in the wire today from Jesse Lasky who announces that Anna May Wong has been signed to a long-term Paramount contract. Miss Wong has created quite a sensation in New York this season where she has been appearing in the stage production of On the Spot, by Edgar Wallace… Her career has been a brilliant one ever since she first entered pictures. She was born in San Francisco of Chinese parents, and she holds the distinction of being the first Chinese actress to achieve stardom in American picture.”

„Eine der aufregendsten Nachrichten aus Hollywood von heute war die von Jesse Lasky, der ankündigte, dass Anna May Wong für einen langfristigen Vertrag mit Paramount verpflichtet wurde. Fräulein Wong erregte in der laufenden Broadwaysaison eine ziemliche Sensation durch ihren Auftritt in der Bühneproduktion von On the Spot von Edgar Wallace… Sie hat eine brillante Karriere, seit sie erstmals in Filmen mitgespielt hat. Sie wurde in San Francisco als Tochter chinesischer Eltern geboren und zeichnet sich dadurch aus, als erste chinesische Schauspielerin Starruhm in amerikanischen Filmen erlangt zu haben.“

Zudem wurde Wong gelegentlich auf dem Cover von Fanmagazinen präsentiert, was ihren Status als Star unterstreicht.
Wong drehte bei Paramount zwei Filme: Daughter of the Dragon (1931) und Shanghai-Express (1932). In dem Actionfilm Daughter of the Dragon, der typisch für den antichinesischen Rassismus der Zeit ist, spielte Wong die Tochter des intriganten Kriminellen Dr. Fu Manchu. Eindringlicher als alle früheren Filme, in denen Wong mitgewirkt hatte, warnte Daughter of the Dragon vor der Liebe, die es wagte, die Rassenschranken zu überschreiten. Darauf folgte Wongs wohl bekanntester Film, in dem sie allerdings nur in einer Nebenrolle zu sehen war. In Josef von Sternbergs Abenteuerfilm Shanghai-Express spielte Marlene Dietrich die Hauptrolle. Die Gelegenheit, in diesem für ihre Karriere wichtigen Film mitspielen zu können, verdankte Wong den Kontakten, die Karl Gustav Vollmoeller, der Drehbuchautor von Der blaue Engel, zu Josef von Sternberg und Marlene Dietrich unterhielt. Vollmoeller und Wong hatten sich 1924 kennengelernt.
Auf den Erfolgsfilm Shanghai-Express folgten zwar weitere amerikanische und britische Filme, in denen Anna May Wong stets die weibliche Hauptrolle spielte, ihr Erfolg ließ jedoch nach. Aufgrund ihrer chinesischen Herkunft war sie durch den Zeitgeschmack auf klischeehafte Rollen festgelegt, die zu spielen ihr stets widerstrebte. So trat sie als verbrecherische Witwe (Eine Studie in Scharlachrot, 1933), Bartänzerin (Tiger Bay, 1934), Manchu-Prinzessin (Java Head, 1934) oder orientalisches Sklavenmädchen auf (Chu-Chin-Chow, 1934). In den USA, wo seit 1930 der Production Code die Selbstzensur der Filmindustrie regelte und verbot, dass Angehörige verschiedener Hautfarben auf der Leinwand miteinander eine sexuelle Beziehung hatten, spielte sie immer wieder China Dolls – Frauen, die von ihrem weißen Geliebten verlassen oder verschmäht wurden (siehe zum Beispiel Limehouse Blues, 1934). Da sie ihre weißen Partner aus diesem Grund auch nicht vor der Kamera küssen durfte, konnte Wong in Hollywood den Rang einer Leading Lady nicht einnehmen. Der einzige Film, in dem sie den männlichen Hauptdarsteller küsste – Java Head – blieb zeitlebens ihr Lieblingsfilm. Wong hat immer wieder versucht, ihren Rollen durch die Qualität ihres Spiels Differenziertheit und Seele zu geben und damit das Image ihres Volkes zu verbessern, ist an dieser unlösbaren Aufgabe letztlich jedoch gescheitert, was sie zunehmend unter Depressionen leiden ließ.

### Die gute Erde

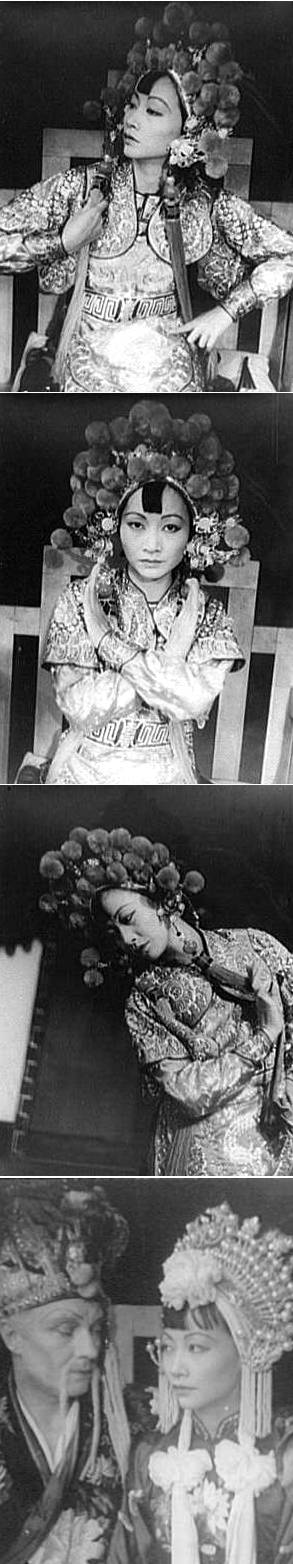
Anna May Wong in Turandot, fotografiert von Carl van Vechten am 11. August 1936

1936 und 1937 bereitete die MGM eine Verfilmung von Pearl S. Bucks Roman Die gute Erde (1931) vor. Der Roman spielt in China unter chinesischen Bauern und schildert besonders eindringlich die Lage der Frauen. Filme, die das Schicksal von Chinesen zum Thema hatten, waren bei der MGM nichts Neues; bereits 1927 war Anna May Wong in dem MGM-Film Mr. Wu aufgetreten. Im Gegensatz zu früheren Filmen war Die gute Erde als aufwendige Prestigeproduktion konzipiert; sie sollte die MGM 3 Millionen US-Dollar kosten. Wong, die zu dieser Zeit die weltweit prominenteste Filmschauspielerin chinesischer Herkunft war, rechnete fest mit einem Angebot für die weibliche Hauptrolle, O-Lan Lung, und wurde dabei von der Presse von Los Angeles unterstützt. Als für die Rolle von Wang Lung, dem Ehemann von O-Lan, schließlich der Österreicher Paul Muni ausgewählt wurde, kam Wong für die Rolle der O-Lan aufgrund des Production Code nicht mehr in Frage, und die Rolle wurde mit der Deutschen Luise Rainer besetzt, die für ihre Darstellung einen Oscar erhalten sollte. Wong wurde im Dezember 1935 zu Probeaufnahmen für die kleine Rolle der Konkubine Lotus eingeladen, die dann jedoch mit einer weißen Schauspielerin besetzt wurde; ob Wong diese Rolle selbst abgelehnt hat oder ob die Produktionsleitung Wong für ungeeignet hielt, ist umstritten.

### Reise nach China
Nachdem Anna May Wong als junge Frau ihre chinesische Herkunft abzustreifen versucht und den Lebensstil eines Flappers geführt hatte – einer ultra-modernen Frau, die die traditionsorientierte Lebensweise ihrer Eltern demonstrativ ablehnte – erwachte in ihr später ein lebhaftes Interesse an ihren kulturellen Wurzeln. Im Januar 1936 trat sie eine neunmonatige Reise nach China an, wo sie unter anderem die Peking-Oper studieren und Hochchinesisch erlernen wollte; in ihrem Elternhaus hatte Wong Kantonesisch der Taishan-Mundart gesprochen. Den endgültigen Anstoß, die seit langem geplante Reise anzutreten, hatte ihr die Entscheidung der MGM gegeben, die Rolle der O-Lan mit Luise Rainer zu besetzen.
Von der kulturellen Elite der kosmopolitischen Städte Peking und Shanghai wurde sie als Star gefeiert, von der übrigen chinesischen Öffentlichkeit jedoch abgelehnt, da ledige Schauspielerinnen nach traditionellen chinesischen Maßstäben als fast so verwerflich galten wie Prostituierte. Ihre chinesischen Landsleute in den Vereinigten Staaten teilten diese Einschätzung. In einer Zeit des erstarkenden chinesischen Nationalismus war Wong als Filmdarstellerin, die die amerikanische Öffentlichkeit – wenn auch gegen ihren Willen – mit unvorteilhaften Bildern von der chinesischen Kultur belieferte, Chinesen im In- und Ausland auch aus politischen Gründen suspekt.
Trotz der zwiespältigen Gefühle, die ihr während ihrer Reise entgegengebracht wurden, identifizierte Anna May Wong sich nach ihrer Rückkehr in die USA noch stärker als zuvor mit China und bemühte sich als Schauspielerin noch angelegentlicher, das chinesische Image zu verbessern. Nachdem sie in ihren früheren Filmen oft nackte Beine gezeigt hatte – was nach chinesischen Maßstäben anstößig wirkte und ihr besonders in Kuomintang-China viel Kritik eingetragen hatte –, trat sie von nun an stets in langen Kleidern vor die Kamera. Da China seit den frühen 1930er Jahren zunehmend unter den politischen und militärischen Druck Japans geriet, gab sie ihrem Engagement für China bald auch eine politische Dimension, indem sie ihre Popularität einsetzte, um in den Vereinigten Staaten Geld für die China-Hilfe zu sammeln. Als Vorsitzende der „Motion Pictures Division“ des „Bowl of Rice Drive“ widmete sie dieser Aufgabe zeitweilig ihre gesamte Zeit.

### Paramount (1937–1939)
Anna May Wongs Engagement bei der Paramount markierte den künstlerischen Höhepunkt ihrer Karriere. Gefördert durch die Sympathien, die das chinesische Volk während des Zweiten Japanisch-Chinesischen Krieges seitens der amerikanischen Öffentlichkeit erhielt, entstanden in Hollywood seit der zweiten Hälfte der 1930er Jahre erstmals Filme, die Chinesen differenziert, menschlich und sympathisch zeigten.
1937 trat Anna May Wong in einem ihrer interessantesten Filme auf: In Daughter of Shanghai spielt sie eine chinesische Amerikanerin, die den Tod ihres Vaters rächt und einen Schlepperring aufdeckt. Bemerkenswert ist der künstlerisch durchschnittliche Film vor allem dadurch, dass er auf grobe Stereotype verzichtet und die Liebesbeziehung der Hauptfigur glücklich endet.

### Engagement für China
Während des Zweiten Weltkrieges wirkte Anna May Wong in antijapanischen Propagandafilmen mit. 1942 und 1943 spielte sie die weiblichen Hauptrollen in zwei Produktionen der Alexander-Stern Productions – Lady from Chungking und Bombs Over Burma –, die beide von den heroischen Bemühungen der Chinesen handeln, die Überlegenheit der japanischen Invasoren durch Spionage auszuhöhlen. Zur Truppenbetreuung bereiste sie in dieser Zeit wiederholt alliierte Militärbasen in den Vereinigten Staaten und Kanada.

### Nachkriegszeit
Nach dem Ende des Zweiten Weltkrieges geriet Anna May Wongs Karriere endgültig ins Stocken. Mit dem Einsetzen des Kalten Krieges flammte in den USA der antichinesische Rassismus wieder auf und erschwerte die Arbeitsbedingungen asiatisch-amerikanischer Schauspieler erneut. Erst 1949 wirkte Wong wieder in einem Spielfilm mit: In Impact war sie in einer Nebenrolle als Dienstmädchen zu sehen. 1951 erhielt sie eine Nebenrolle in William Dieterles Film Peking-Expreß, allerdings wurden die Szenen, in denen sie auftrat, bei der Endfertigung des Films herausgeschnitten.

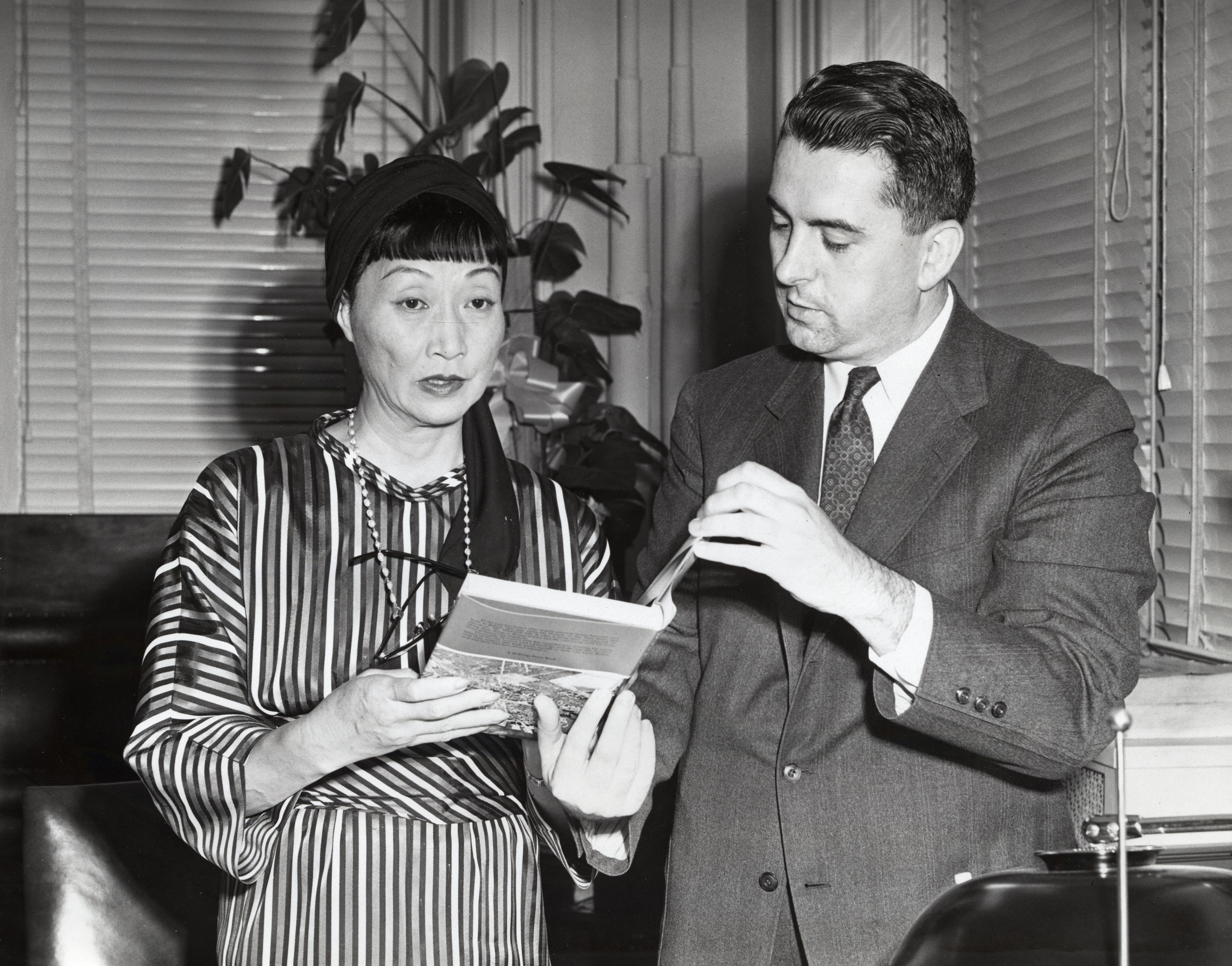
Anna May Wong mit dem Bostoner Vizebürgermeister John McMorrow bei einer Benefizveranstaltung um 1960

Im selben Jahr bekam sie beim Dumont Network jedoch eine eigene Fernsehserie, The Gallery of Madame Liu Tsong, in der sie als chinesische Detektivin auftrat. Bis zu ihrem Tod trat Wong immer wieder in amerikanischen Fernsehserien auf. Ihre letzte Spielfilmrolle – als Haushälterin der weiblichen Hauptfigur – hatte sie 1960 in Das Geheimnis der Dame in Schwarz, einem Kriminalfilm mit Lana Turner und Anthony Quinn.
Anna May Wong, die seit den späten 1940er Jahren alkoholabhängig war, erkrankte infolge ihrer Sucht an Leberzirrhose. Sie starb einen Monat nach ihrem 56. Geburtstag an einem Herzinfarkt, noch bevor sie für Henry Kosters Filmmusical Flower Drum Song, in dem sie die Rolle der Madame Liang spielen sollte, vor der Kamera stehen konnte.

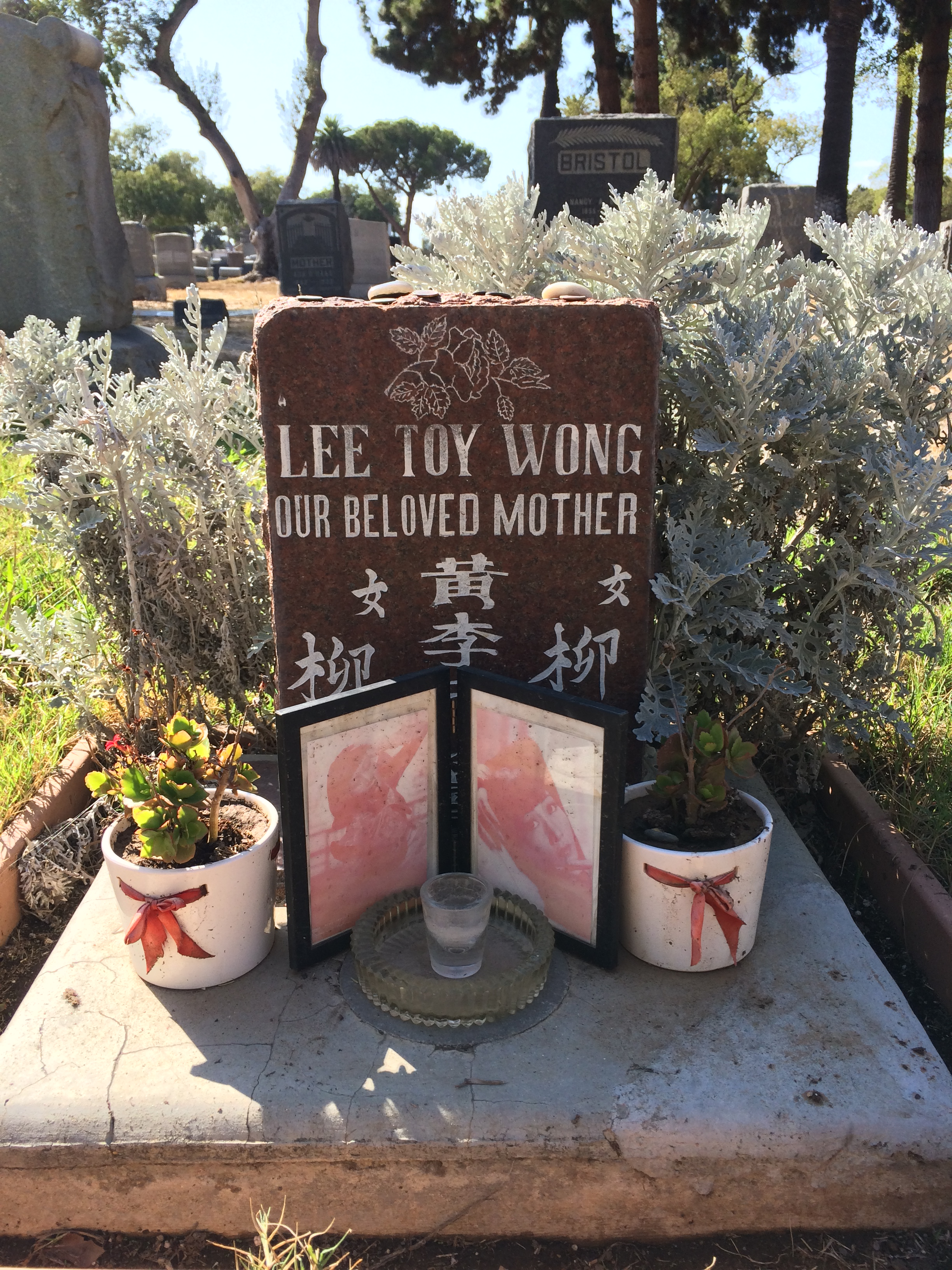
Grab von Anna May Wong auf dem Angelus Rosedale Friedhof

Sie liegt in einem Gemeinschaftsgrab mit ihrer Mutter und ihrer Schwester auf dem Rosedale Cemetery in Los Angeles.

### Privatleben
Anna May Wong war nie verheiratet. Wie sie 1932 in einem Artikel für die Pariser Revue Mondiale bekannte, hätte eine Heirat mit einem chinesischen oder chinesisch-amerikanischen Mann das Ende ihrer Filmkarriere bedeutet, da nach chinesischen Wertvorstellungen eine verheiratete Frau nicht als Schauspielerin hätte arbeiten können. Wong hatte Liebesbeziehungen mit mehreren weißen Männern – darunter Marshall Neilan und dem britischen Entertainer Eric Maschwitz –, mit denen eine Ehe teils deshalb nicht in Frage kam, weil in Kalifornien „Mischehen“ bis 1948 verboten waren, teils weil eine (außerhalb Kaliforniens geschlossene) „Mischehe“ nicht nur ihrer Reputation, sondern auch der ihres Partners geschadet hätte. Eine lebenslange Freundschaft verband sie mit dem amerikanischen Fotografen Carl van Vechten und seiner Frau Fania Marinoff, und über mehrere Jahrzehnte hinweg teilte sie sich einen Haushalt mit ihrem jüngeren Bruder Richard.
Anna May Wongs Schwester Mary (1910–1940) war ebenfalls Schauspielerin und erschien in einer kleinen Rolle unter anderem in dem Film Die gute Erde.
Wong war eine Cousine des Kameramanns James Wong Howe (1899–1976).

## Ausdrucksmittel
Charakteristisch für Anna May Wongs Darstellungskunst war die Erweiterung der schauspielerischen Ausdrucksmittel auf Frisuren, Kostüme und Gesten – vor allem Handgesten –, die sie aus der chinesischen Kultur entlieh. Die zeitgenössische Filmpresse rühmte Wong wegen ihrer Hände, die als die schönsten Hände Hollywoods galten. Die Kostüme, die Wong in ihren Filmen trug, stammten meist aus ihrem sehr umfangreichen privaten Fundus; genau wie ihre Frisuren wurden sie von ihr selbst ausgewählt. Da weder der Regisseur noch der übrige Produktionsstab mit dem semantischen Gehalt chinesischer Kleidungsstücke, Haartrachten und Gesten vertraut waren, gelang es ihr mit diesen Mitteln immer wieder, ihrem chinesischen Publikum Ausdrucksnuancen und Hinweise zu bieten, die westlichen Zuschauern weitgehend verborgen blieben.
In dem Film Piccadilly zum Beispiel, dessen Drehbuch sie eigentlich auf den Charakter einer Dragon Lady festlegte, konterkariert sie dieses Stereotyp, indem sie bei ihrem ersten Auftritt, bei dem sie dem uninformierten weißen Publikum als tanzende Verführerin erscheint, das Haar im Stile einer chinesischen Landarbeiterin am Hinterkopf hochgesteckt trägt. Die Figur der Shosho wird damit als unschuldige Jungfrau charakterisiert. Auch ihr Gesicht ist voller Unschuld. Selbst ihre vermeintlich erotischen Körperbewegungen beschreiben, wie Wongs Biograf aufgewiesen hat, einen traditionellen Tanz der chinesischen Tang-Dynastie.
Typisch für Anna May Wongs Spiel waren Ironie und Understatement. Sie besaß jedoch auch die Fähigkeit, auf Regieanweisung hin zu weinen. In den Filmen, in denen sie eine China Doll spielte, die von ihrem weißen Liebhaber verlassen wird, war dies besonders häufig nötig.

## Wirkung

### Anna May Wongs Ansehen in der chinesisch-amerikanischen Öffentlichkeit
Anna May Wong galt in ihrer Zeit als die bedeutendste weltweit wahrgenommene Repräsentantin der modernen, artikulierten Chinesinnen.
In China, besonders in der chinesischen Presse, wurden Anna May Wongs Filme, allen voran Shanghai-Express, kontrovers diskutiert. In den 1930er Jahren nahmen in China nationalistische Gefühle Aufschwung, vor deren Hintergrund die von Wong unfreiwillig mitgetragenen chinesischen Filmklischees viel Kritik hervorriefen – zumal es in Hollywood auch Schauspieler wie Li Shimin gab, die Angebote für stereotype Rollen aus Nationalstolz ablehnten. Hinzu kam, dass die Kuomintangregierung in dieser Zeit eine Kampagne zur Hebung der Sittlichkeit förderte, in deren Rahmen Wongs Schauspiel – unter anderem wegen ihrer Prostituiertendarstellungen – ebenfalls angeprangert wurde. Weitere Kritiken, die Wong zuteilwurden, speisten sich aus den kontroversen Diskussionen um die Emanzipation der Frau; schließlich galt Wong als eine internationale Repräsentantin der modernen chinesischen Frauenwelt. Verteidigt wurde Wong hingegen von weiten Teilen der chinesischen Künstler und Intellektuellen sowie von den Liebhabern internationaler Filme, die sie in China als Weltstar feierten. Während des Zweiten Weltkrieges nahm das offizielle China Wong gegenüber eine noch ablehnendere Haltung an.
Obwohl Anna May Wong für die in den Vereinigten Staaten lebenden Chinesinnen zu einem modischen Leitbild wurde, teilten die chinesischen Amerikaner die Auffassungen ihrer in Asien lebenden Landsleute weitgehend. Linke Intellektuelle schlossen sich insbesondere den Argumenten von Chiang Kai-sheks Ehefrau Song Meiling an, die Wong vorgeworfen hatte, ihre stereotypen Filmcharaktere seien aus dem Geist der alten Zeit geboren. Die Folge war, dass Wong in den Vereinigten Staaten lange Zeit mehr oder weniger vergessen war.
Die Filmgeschichtsschreibung hat Anna May Wong erst zu Beginn des 21. Jahrhunderts wiederentdeckt. Obwohl sie in der chinesisch-amerikanischen Öffentlichkeit auch noch heute gemischte Gefühle hervorruft, gilt Wong für viele inzwischen als eine Pionierin, deren lebenslange Anstrengung dem Bemühen galt, das Image der Chinesen im amerikanischen Kino zu verbessern. Wongs Nachfolge haben seitdem Schauspielerinnen wie Soo Yong, Nancy Kwan, Joan Chen, Gong Li, Lucy Liu und Bai Ling angetreten.
Google ehrte Anna May Wong am 22. Januar 2020 mit einem Google Doodle.

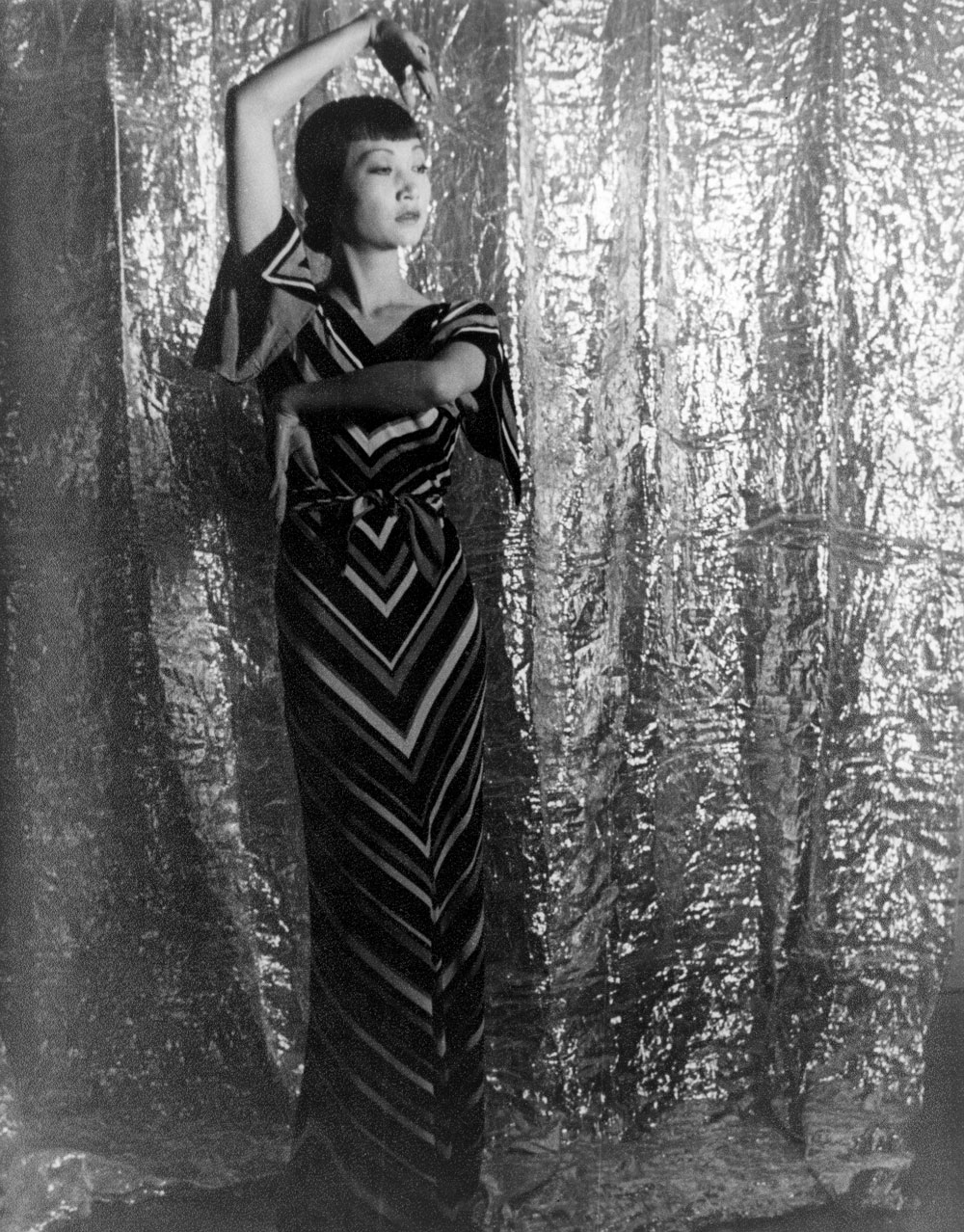
Anna May Wong, 21. September 1935, Fotografie von Carl van Vechten

### Anna May Wong als Ikone der homosexuellen Szene
Während ihres Aufenthalts in Berlin begegnete Anna May Wong im Herbst 1928 Marlene Dietrich und Leni Riefenstahl. Dem Film Shanghai-Express wurde gelegentlich lesbischer Subtext nachgesagt, und Dietrichs Biografen schreiben Wong und Dietrich eine Affäre miteinander zu, die Wongs Biograf Hodges mit dem Hinweis relativiert, dass solche Affären beziehungsweise homosexuelle Posen in Berliner Künstler- und Intellektuellenkreisen in dieser Zeit quasi zum guten Ton gehörten und wenig über die wirklichen sexuellen Präferenzen einer Person aussagten. Dennoch ist in der homosexuellen Öffentlichkeit wiederholt der Versuch gemacht worden, Wong als homosexuell zu „demaskieren“ und sie damit als Ikone der homosexuellen Szene zu gewinnen. Auch mit Riefenstahl ist Wong ein Liebesverhältnis nachgesagt worden. Unstrittig ist jedoch, dass Wong mit ihrem ausgeprägten Modebewusstsein – in ihrer Zeit galt sie als eine der bestgekleideten Frauen der Welt –, ihrer knabenhaften Figur und ihrer tiefen Stimme asiatischen Cross-Dressern – besonders den Camp-Fans unter ihnen – eine Fülle von stilistischen Anregungen hinterlassen hat.
2020 entstand die amerikanische Fernsehserie Hollywood, die u. a. die Themen Sexismus und Homophobie in der Traumfabrik der 1940er Jahre aufgreift. In einer Nebenrolle wird Anna May Wong von der sinoamerikanischen Darstellerin Michelle Krusiec verkörpert.

### Anna May Wong in der Kunst
Andy Warhol hat von Anna May Wong eine Collage mit dem Titel Crazy Golden Slippers angefertigt. Der Mail-Art-Künstler Ray Johnson schuf einen imaginären Anna-May-Wong-Fanklub, auf dessen „Meeting“ 1972 in New York City das Model Naomi Sims als Wong auftrat. Bekannt ist Anna May Wong insbesondere bei solchen Intellektuellen und Künstlern, die der Camp-Kultur nahestehen, also gerade solche Kunststile und Künstler schätzen, die das allgemeine Publikum als obsolet betrachtet. Um 1990 hat sich auch der Maler Martin Wong intensiv mit Wong beschäftigt und damit erneut das Interesse vieler asiatisch-amerikanischer Intellektueller an der Schauspielerin geweckt. 1999 hat der Künstler Mike Kelley von Wong eine Brunnenskulptur geschaffen, die in der Chinatown von Los Angeles steht.

### Münze
Ab dem 24. Oktober 2022 wurden Vierteldollar-Münzen mit Wongs Antlitz ausgegeben. Die Münze zeigt Wongs Gesicht ruhend auf einer Hand. Es war die erste Münze der Vereinigten Staaten, die eine asiatische Amerikanerin zeigt.

### Anna May Wong im Schauspiel und in der Literatur
Die amerikanische Dramatikerin Elizabeth Wong schrieb mit China Doll – The Imagined Life of an American Actress ein Schauspiel über Anna May Wong, das 1997 am Bowdoin College in Maine uraufgeführt wurde. Das Stück hat seitdem mehrere Preise wie den David Mark Cohen National Playwriting Award, den Petersen Emerging Playwright Award und den Jane Chambers Award gewonnen.
Von dem Kritiker und Schriftsteller John Yau stammt ein Gedicht mit dem Titel No One Ever Tried to Kiss Anna May Wong. Jessica Hagedorn schrieb 1971 das Gedicht The Death of Anna May Wong.

### Filme über Anna May Wong
- Becoming American. The Chinese Experience (2003): dreiteiliger Dokumentarfilm von Bill Moyers über die Geschichte der chinesischen Einwanderung in die USA; der 2. Teil „Between the Worlds“ enthält einen Abschnitt über Anna May Wong
- Frosted Yellow Willows (2005): Dokumentarfilm von Elaine Mae Woo über das Leben und die Filme von Anna May Wong
- Anna May Wong: In Her Own Words (2013): einteiliger Dokumentarfilm von Yunah Hong über das Leben von Anna May Wong
- When Walter Meets Frau May Wong (2023): ein Kurzfilm über das Treffen von Walter Benjamin und Anna May Wong in Berlin.

## Zusatzinformationen

### Preise
Anna May Wongs einziger Filmpreis war ein Stern auf dem Hollywood Walk of Fame (bei 1708 Vine Street).

### Zitat
“I was so tired of the parts I had to play. Why is it that the screen Chinese is always the villain? And so crude a villain – murderous, treacherous, a snake in the grass. We are not like that. How could we be, with a civilization that is so many times older than the West?”

„Ich war die Rollen, die ich zu spielen hatte, so satt. Warum ist der Leinwandchinese immer der Bösewicht? Und so ein plumper Bösewicht: ein Mörder, ein Verräter, eine Schlange im Gras. So sind wir nicht. Wie könnten wir auch, mit einer Zivilisation, die so viel älter ist als der Westen?“

## Filmografie (Auswahl)

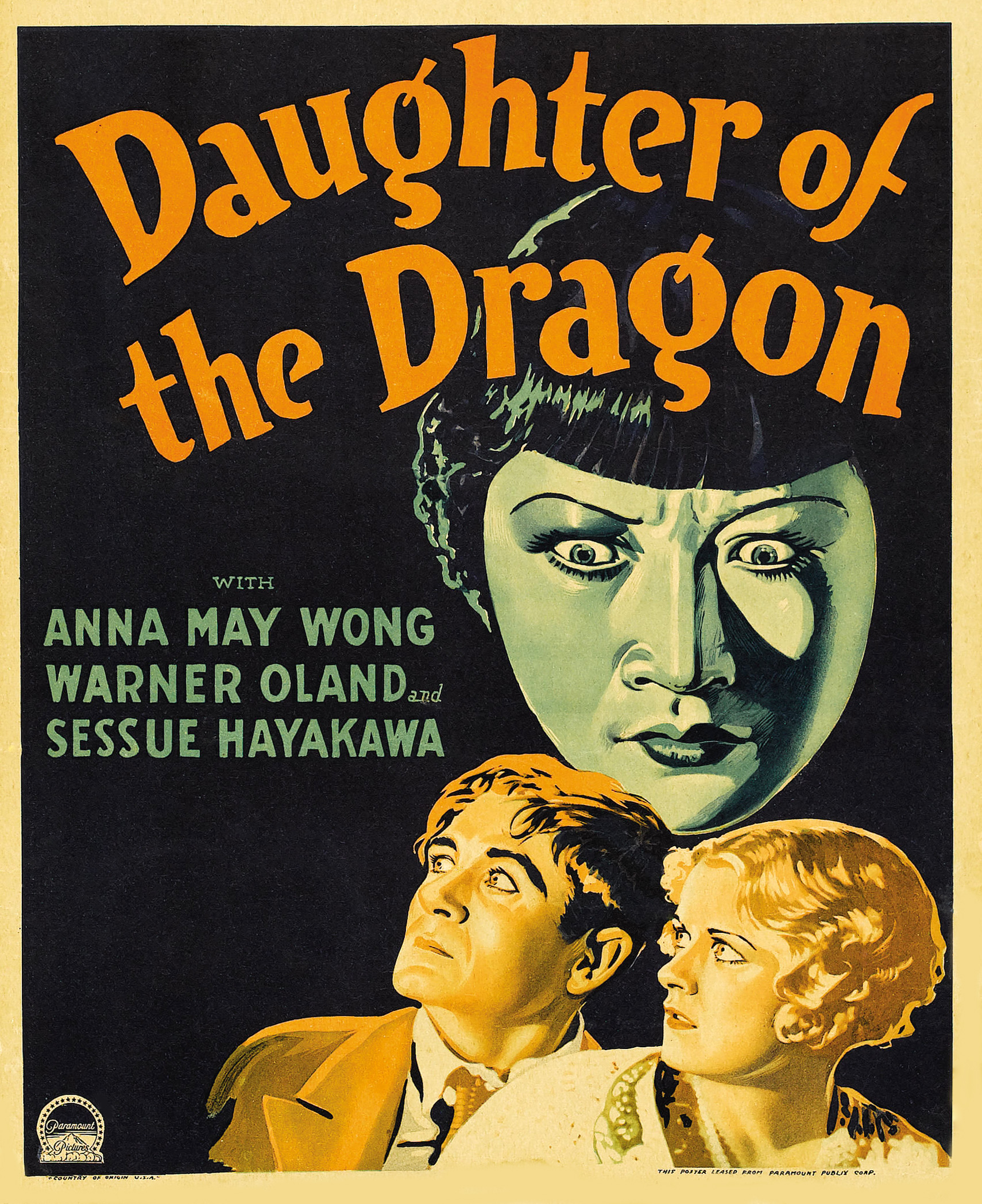
Wong als Tochter von Fu Manchu in Daughter of the Dragon (1931). Dies war die letzte stereotype Rolle, die sie annahm.

- 1919: The Red Lantern (Regie: Albert Capellani)
- 1920: Outside the Law (Regie: Tod Browning)
- 1920: Dinty (Regie: John McDermott, Marshall Neilan)
- 1920: A Tale of Two Worlds (Regie: Frank Lloyd)
- 1921: The White Mouse (Kurzfilm, Regie: Bertram Bracken)
- 1921: The First Born (Regie: Colin Campbell)
- 1921: Shame (Regie: Emmett J. Flynn)
- 1921: Bits of Life (Regie: Marshall Neilan)
- 1922: The Toll of the Sea (Regie: Chester M. Franklin)
- 1923: Drifting (Regie: Tod Browning)
- 1923: Thundering Dawn (Regie: Harry Garson)
- 1923: Mary of the Movies (Regie: John McDermott)
- 1924: Lilies of the Field (Regie: John Francis Dillon)
- 1924: Der Dieb von Bagdad (The Thief of Bagdad)
- 1924: The Fortieth Door (Regie: George B. Seitz)
- 1924: The Alaskan (Regie: Herbert Brenon)
- 1924: Peter Pan
- 1925: Heiraten ist kein Kinderspiel (Forty Winks; Regie: Paul Iribe, Frank Urson)
- 1925: Die Versuchung der Liebe (His Supreme Moment; Regie: George Fitzmaurice)
- 1926: Fifth Avenue (Regie: Robert G. Vignola)
- 1926: A Trip to Chinatown (Regie: Robert P. Kerr)
- 1926: The Silk Bouquet/The Dragon Horse (Regie: Harry Revier)
- 1926: The Desert’s Toll (Regie: Clifford Smith)
- 1927: Driven from Home (Regie: James Young)
- 1927: Herr Wu (Mr. Wu; Regie: William Nigh)
- 1927: The Honorable Mr. Buggs (Kurzfilm, Regie: Fred Jackman)
- 1927: Die letzten Tage von San Francisco (Old San Francisco; Regie: Alan Crosland)
- 1927: Laurel und Hardy: Why Girls Love Sailors (Regie: Fred Guiol) (Kurzfilm, Szenen herausgeschnitten)
- 1927: Der Chinesenpapagei (The Chinese Parrot)
- 1927: Die Teufelstänzerin (The Devil Dancer)
- 1927: Streets of Shanghai (Regie: Louis J. Gasnier)
- 1928: Pflicht und Liebe (Across to Singapore; Regie: William Nigh)
- 1928: The Crimson City (Regie: Archie Mayo)
- 1928: Chinatown Charlie (Regie: Charles Hines)
- 1928: Schmutziges Geld
- 1929: Großstadtschmetterling
- 1929: Nachtwelt (Piccadilly)
- 1930: Hai-Tang. Der Weg zur Schande (The Flame of Love)
- 1930: Elstree Calling
- 1931: Die Tochter des Drachen (Daughter of the Dragon) (Regie: Lloyd Corrigan)
- 1932: Shanghai-Express (Shanghai Express)
- 1932: Hollywood on Parade (Kurzfilmreihe, Teil A-3, Regie: Louis Lewyn)
- 1933: Eine Studie in Scharlachrot (A Study in Scarlet)
- 1934: Tiger Bay (Regie: J. Elder Wills)
- 1934: Chu-Chin-Chow
- 1934: Limehouse Blues/East End Chant (Regie: Alexander Hall)
- 1934: Java Head (Regie: J. Walter Ruben)
- 1934: Hollywood Party
- 1937: Daughter of Shanghai (Regie: Robert Florey)
- 1938: Gefährliche Mitwisser (Dangerous to Know) (Regie: Robert Florey)
- 1938: When Were You Born (Regie: William C. McGann)
- 1939: Überfall im Chinesenviertel (King of Chinatown) (Regie: Nick Grinde)
- 1939: Island of Lost Men (Regie: Kurt Neumann)
- 1941: Ellery Queen’s Penthouse Mystery (Regie: James P. Hogan)
- 1942: Lady from Chungking
- 1943: Bombs Over Burma
- 1949: Impact
- 1960: Das Geheimnis der Dame in Schwarz (Portrait in Black) (Regie: Michael Gordon)
- 1960: Im Land der langen Schatten (Ombre bianche)

## Bühnen-, Fernseh- und Hörfunkauftritte

### Mitwirkung in Bühnenstücken (Auswahl)
- März 1929 – London: Circle of Chalk (von Basil Dean)
- April 1930 – London: On the Spot (Bühnenfassung des gleichnamigen Romans von Edgar Wallace)
- Herbst 1930 – Wien (Neues Wiener Schauspielhaus): Die chinesische Tänzerin (Oper)
- Herbst 1930 – New York City (Broadway): On the Spot
- Herbst 1931 – Los Angeles: On the Spot
- Frühjahr 1937 – Westport (Westchester Playhouse): Turandot (Bühnenfassung von Puccinis gleichnamiger Oper)
- August 1943 – Cambridge: The Willow Tree (J. H. Benrimo, Harrison Rhodes)

### Fernsehauftritte (Auswahl)
- 1951: The Gallery of Madame Liu-Tsong/Madame Liu-Tsong (10-teilige Fernsehserie) – Mme. Liu-Tsong
- 1956: Producers’ Showcase: The Letter (Episode einer Fernsehserie; Regie: William Wyler unter anderem) – Chinese Woman
- 1956: Bold Journey: Native Land (Episode einer Fernsehserie)
- 1958: Mickey Spillane’s Mike Hammer: So That’s Who it Was (Episode einer Fernsehserie)
- 1958: Climax!: The Deadly Tattoo (Episode einer Fernsehserie) – Mayli
- 1956: Climax!: The Chinese Game (Episode einer Fernsehserie) – Clerk
- 1959: Adventures in Paradise: The Lady from South Chicago (Episode einer Fernsehserie)
- 1960: The Life and Legend of Wyatt Earp: China Mary (Episode einer Fernsehserie) – China Mary
- 1961: The Barbara Stanwyck Show: Dragon by the Trail (Episode einer Fernsehserie) – A-hsing

### Hörfunkauftritt
- The Patriot (Roman von Pearl S. Buck), produziert von Orson Welles, gesendet am 14. April 1939